# Religionsstifter
Als Religionsstifter bezeichnen die vergleichenden Religionswissenschaften und der populäre Sprachgebrauch überlieferte Personen, die aktiv oder passiv den Anstoß zur Bildung einer neuen Religion gegeben haben oder haben sollen. Diese Bezeichnung wird traditionell auf die Wirkungsgeschichte bezogen, also auch dann beibehalten, wenn die historische Existenz der Person fraglich ist.

## Liste
Als Religionsstifter gelten (in angenommener zeitlicher Reihenfolge):
- Zarathustra für den Zoroastrismus (2. oder 1. Jahrtausend v. Chr.)
- Mose für das Judentum (13. bis 12. Jahrhundert v. Chr.)
- Laozi (Lao-Tse) für den Daoismus (6. oder 4. Jahrhundert v. Chr.)
- Mahavira für den Jainismus (6. Jahrhundert v. Chr.)
- Siddhartha Gautama für den Buddhismus (6. Jahrhundert v. Chr.)
- Jesus Christus bzw. Paulus von Tarsus für das Christentum (1. Jahrhundert n. Chr.)
- Mani für den Manichäismus (216 bis 277)
- Mohammed für den Islam (6. bis 7. Jahrhundert)
- Guru Nanak für den Sikhismus (15. Jahrhundert)
- Bahāʾullāh für das Bahaitum (1817 bis 1892)

Der Hinduismus kennt für viele einzelne Schulen, z. B. Vedanta oder vishnuitische, shivaitische und Shakta-Schulen Religionsstifter. Bekannte Religionsstifter des Hinduismus sind z. B. Shankara, Madhva und Chaitanya.

## Kritik
Die Bezeichnung als Religionsstifter ist in vielen Fällen umstritten und deckt sich nicht unbedingt mit dem Selbstverständnis der so genannten Personen, die sich vielfach lediglich als Reformer einer bestehenden Religion verstanden. So sehen Buddhisten Siddhartha Gautama als einen Wiederentdecker der Buddhaschaft, nicht als deren Begründer. Laozi vertrat keine neue Religion, sondern eine Philosophie. Jesus von Nazaret sah sich als der den Juden gesandte Messias; die Grundlagen des Christentums, das ihn nach seinem Tod als Menschheitserlöser verehrte, entwickelte erst Paulus. Und Mohammed wird im Koran nicht als Begründer oder Stifter des Islam, sondern als der wichtigste und letzte Prophet eines seit Beginn der Menschheit existierenden Monotheismus dargestellt.
Bisweilen (z. B. in der Theologischen Realenzyklopädie) wird das Fehlen von Religionsstiftern als Abgrenzungsmerkmal zu den mündlich überlieferten ethnischen Religionen angeführt.